# Elymnias johnsoni
Elymnias johnsoni är en fjärilsart som beskrevs av James John Joicey och Talbot 1929. Elymnias johnsoni ingår i släktet Elymnias och familjen praktfjärilar. Inga underarter finns listade i Catalogue of Life.